# Safar Mehdiyev
Safar Mammad oglu Mehdiyev (en azerí: Səfər Məmməd oğlu Mehdiyev; Babek, 17 de marzo de 1973) es expresidente del Comité Estatal de Aduanas de la República de Azerbaiyán, coronel general del Servicio de Aduanas.

## Biografía
Safar Mehdiyev nació el 17 de marzo de 1973 en el raión de Babek de la República autónoma de Najicheván. En 1998 se graduó de la Facultad de Relaciones Económicas Internacionales de la Universidad del Egeo en Turquía. También se graduó de la Universidad Estatal Económica de Azerbaiyán.
En 1999-2004 trabajó en los departamentos del Comité Estatal de Aduanas. En febrero de 2006 fue designado Primer Vicepresidente del Comité Estatal de Aduanas de la República de Azerbaiyán.
Desde junio de 2016, es miembro de Azerbaiyán de la comisión económica, comercial y técnica conjunta entre el Gobierno de la República de Azerbaiyán y el Gobierno del Estado de Catar.
El 23 de abril de 2018, por orden del presidente de Azerbaiyán, Ilham Aliyev, Safar Mehdiyev fue nombrado Presidente del Comité Estatal de Aduanas de la República de Azerbaiyán.